# Tórbjørn Poulsen
Tórbjørn Poulsen (født 25. januar 1932 i Tórshavn, død 7. november 2014 smst.) var en færøsk civilingeniør og politiker (SF).
Han blev uddannet civilingeniør fra DTH 1959. Poulsen var leder ved LORAN-anlægget ved Vágur på Suðuroy 1959–1962, ingeniør i Post- og Telegrafvæsenet i Danmark 1962–1973 samt afdelingsleder i Telefonverk Føroya Løgtings (TFL, nu Føroya Tele) 1973–1997.
Poulsen var finans-, kommunal- og kulturminister i Pauli Ellefsens regering 1981–1985, medlem af ligningsnævnet i Tórshavn 1985–1988 og valgt til Lagtinget fra Suðurstreymoy 1988–1990. Han har også haft bestyrelseshverv i offentlige kulturinstitutioner underlagt Nordisk Råd, såsom Norðurlandahúsið 1985–1991 og 1996–1997 samt Nordens Institut i Grønland (NAPA) 1998–2000.

## Familie
Tórbjørn Poulsen var søn af Poul á Grundini fra Eiði og Mia á Lava. De boede på hjørnet af Varðagøta/Sjúrðargøta i Rabarbekvarteret i Tórshavn. Han var gift med Ásla, født Mouritsen, datter Sigrid Johannesen fra Funningur og Hans Pauli Mouritsen fra Sørvágur. De fik fire børn Guðrið, Marjun, Poul Henrik og Sigmar. Poul Henrik Poulsen var gift med Katrin Kallsberg og døde i 2005.